# Wantveld
Een wantveld is een veld, meestal een vlak gedeelte in het duin, waar vroeger de visnetten werden uitgespreid, gedroogd en 'geboet' (gerepareerd). 
Op het wantveld zaten de (vissers)vrouwen en meisjes met de visnetten ("het want") op schoot om de gaten in de netten te repareren. 
De netten werden met wantwagens naar het wantveld vervoerd.